# 10952 Vogelsberg
A 10952 Vogelsberg (ideiglenes jelöléssel 4152 P-L) a Naprendszer kisbolygóövében található aszteroida. Cornelis Johannes van Houten,  Ingrid van Houten-Groeneveld és Tom Gehrels fedezte fel 1960. szeptember 24-én.